# Kinali (Kinali)
Kinali is een bestuurslaag in het regentschap West-Pasaman van de provincie West-Sumatra, Indonesië. Kinali telt 56.840 inwoners (volkstelling 2010).